# Turqueville
Turqueville es una comuna francesa situada en el departamento de Mancha, de la región de Normandía.

## Historia
En 1972 pasó a formar parte de la comuna de Criqueville-au-Plain y en 1979 fue reconstituida a partir de sus antiguos territorios.

## Demografía
| Gráfica de evolución demográfica de Turqueville entre 1800 y 2022 |
|                                                                   |

Los datos demográficos contemplados en este gráfico se han cogido de la página francesa EHESS/Cassini.